# Taison
Taison (teljes nevén: Taison Barcelos Freda; Pelotas, 1988. január 13. –) brazil válogatott labdarúgó, jelenleg az ukrán Sahtar Doneck játékosa.

## Pályafutása

### Internacional
Taison az Internacional csapatában kezdte pályafutását és hamar az egyik legtehetségesebb brazil fiatalként emlegették hazájában. 2009-ben már stabil csapattagként Gaúcho (Rio Grande do Sul állam) bajnoki címét ünnepelhette csapatával, Nilmarral eredményes csatárkettőst alkotva. A bajnoki címet a Caxias 8-1-es legyőzésével biztosították be. 2010-ben a Copa Libertadorest is elhódították, miután a döntőben összesítésben 5-3 arányban jobbnak bizonyultak a mexikói Guadalajara csapatánál.

### Metaliszt Harkiv
Miután több európai élklub, többek közt a VfL Wolfsburg és az SSC Napoli is érdeklődött iránta, végül az ukrán Metaliszt Harkivhoz írt alá, akik 6 millió eurót fizettek a játékjogáért. 2012. november 8-án az Európa-ligában a norvég Rosenborg elleni mérkőzésen Marco van Bastent idéző gólt szerzett és gólpasszt adott, csapata pedig 3-1-es győzelmet aratott.

### Sahtar Donyeck
2013. január 1-jén 12.4 millió euróért cserébe a Sahtar Donyeck szerződtette. 2013. február 13-án, a Borussia Dortmund elleni 2-2-es Bajnokok Ligája mérkőzésen debütált új csapatában. Ő szerezte csapata első gólját, valamint ő egyenlített a 92. percben a Metalurh Zaporizzsja elleni 3-3-as bajnokin, valamint őt választották meg a mérkőzés legjobbjának. Július 10-én, az Szuperkupáért vívott mérkőzésen gólt lőtt a Csornomorecnek, a Sahtar pedig elhódította a trófeát. (3-1) Első BL-gólját a Manchester Unitednek lőtte október 2-án. (1-1)

### Válogatott
Mihajlo Fomenko 2016-ban több interjúban is felvetette, hogy Taison esetlegesen pályára léphetne az ukrán válogatottban. Taison ezzel szemben leszögezte, ő hazája nemzeti csapatában szeretne játszani, ahova a frissen kinevezett szövetségi kapitány, Tite augusztus 22-én meg is hívta, majd bemutatkozhatott a Seleçãoban.
Tite szövetségi kapitány beválogatta a 2018-as vb-re készülő 23 fős keretbe.

## Statisztika

### Klub
| Klub             | Szezon         | Bajnokság     | Bajnokság | Kupa          | Kupa  | Nemzetközi kupa | Nemzetközi kupa | Egyéb         | Egyéb | Összesen      | Összesen |
| Klub             | Szezon         | Pályára lépés | Gólok     | Pályára lépés | Gólok | Pályára lépés   | Gólok           | Pályára lépés | Gólok | Pályára lépés | Gólok    |
| ---------------- | -------------- | ------------- | --------- | ------------- | ----- | --------------- | --------------- | ------------- | ----- | ------------- | -------- |
| Internacional    | 2008           | 30            | 2         | -             | -     | 9               | 0               | -             | -     | 39            | 2        |
| Internacional    | 2009           | 28            | 4         | 12            | 7     | 4               | 0               | 19            | 15    | 63            | 26       |
| Internacional    | 2010           | 11            | 3         | -             | -     | 11              | 0               | 14            | 4     | 36            | 7        |
| Összesen         | Összesen       | 69            | 9         | 12            | 7     | 24              | 0               | 33            | 19    | 138           | 35       |
| Metaliszt Harkiv | 2010–11        | 21            | 8         | -             | -     | 6               | 1               | -             | -     | 27            | 9        |
| Metaliszt Harkiv | 2011–12        | 23            | 2         | -             | -     | 13              | 5               | -             | -     | 36            | 7        |
| Metaliszt Harkiv | 2012–13        | 13            | 3         | 1             | 0     | 6               | 1               | -             | -     | 20            | 4        |
| Összesen         | Összesen       | 57            | 13        | 1             | 0     | 25              | 7               | -             | -     | 83            | 20       |
| Sahtar Donyeck   | 2012–13        | 11            | 2         | 3             | 1     | 2               | 0               | -             | -     | 16            | 3        |
| Sahtar Donyeck   | 2013–14        | 19            | 1         | 4             | 1     | 8               | 1               | 1             | 1     | 32            | 4        |
| Sahtar Donyeck   | 2014–15        | 21            | 4         | 6             | 0     | 8               | 0               | 1             | 0     | 36            | 4        |
| Sahtar Donyeck   | 2015–16        | 18            | 6         | 4             | 1     | 17              | 1               | 1             | 0     | 40            | 8        |
| Sahtar Donyeck   | 2016–17        | 11            | 2         | 1             | 0     | 10              | 4               | 1             | 0     | 23            | 6        |
| Összesen         | Összesen       | 80            | 15        | 18            | 3     | 45              | 6               | 4             | 1     | 147           | 25       |
| Karrier összes   | Karrier összes | 206           | 37        | 31            | 10    | 94              | 13              | 37            | 20    | 368           | 82       |

## Sikerei, díjai
SC Internacional
- Campeonato Gaúcho: 2009
- Copa Libertadores: 2010

Sahtar Donyeck
- Ukrán bajnok: 2012–13, 2013–14
- Ukrán kupagyőztes: 2012–13, 2015-16][12]
- Ukrán szuperkupa-győztes: 2013, 2014, 2015[13]